# Palliatus indecorus
Palliatus indecorus is een microscopische parasiet uit de familie Sphaerosporidae. Palliatus indecorus werd in 1979 beschreven door Shulman, Kovaljova & Dubina. 